# Hans-Dieter Nägelke
Hans-Dieter Nägelke (* 8. Juni 1964 in Neumünster) ist ein deutscher Architekturhistoriker und Ausstellungskurator.

## Leben
Nägelke studierte Kunstgeschichte, Geschichte und Literaturwissenschaft an der Christian-Albrechts-Universität zu Kiel. 1996 promovierte er bei Adrian von Buttlar über Hochschulbau im Kaiserreich. Historistische Architektur im Prozess bürgerlicher Konsensbildung. Zunächst freiberuflich als Lektor und Mediengestalter in Kiel und Hamburg tätig, kam er 2001 als Gründungsgeschäftsführer des Schinkel-Zentrums für Architektur, Stadtforschung und Denkmalpflege an die Technische Universität Berlin, für das er bis 2003 Forschungsprojekte, Tagungen und Ausstellungen koordinierte. 2003 wechselte er an die Plansammlung der Technischen Universität, die unter seiner Leitung 2006 wieder zu ihrem historischen Namen Architekturmuseum der Technischen Universität Berlin zurückkehrte. Er ist Kurator und Kokurator u. a. der Ausstellungen Neben Schinkel. Die Bauausführungen des Preußischen Staats (2002), Alfred Messel 1853–1909. Visionär der Großstadt (2009), Stadtvisionen 1910|2010 (2010), this is modern. Deutsche Werkbund Ausstellung Venedig 2014 (2014) und Museumsvisionen. Der Wettbewerb zu Erweiterung der Berliner Museumsinsel 1883/84 (2015).
Nägelke ist Sprecher der Föderation deutschsprachiger Architektursammlungen, Mitglied und wissenschaftlicher Beirat des Deutschen Werkbunds Berlin und Beauftragter des Präsidenten der Technischen Universität Berlin für die Neue Bauakademie.

## Publikationen
Monografien
- Der Gropiusbau der Kieler Universität. Architektur zwischen regionaler Identität und preußischer Politik. Christian-Albrechts-Universität zu Kiel, Kiel 1991, ISBN 3-928-794-00-0.
- Hochschulbau im Kaiserreich. Historistische Architektur im Prozess bürgerlicher Konsensbildung. Ludwig, Kiel 2000, ISBN 3-933598-09-5 (Zugleich: Kiel, Universität, Dissertation, 1997).
- Neben Schinkel. Die „Bauausführungen des preußischen Staats“. 1830–1848 (= Werkhefte des Architekturmuseums. 1). Universitätsverlag der TU Berlin, Berlin 2010, ISBN 978-3-7983-2251-6.

Herausgeberschaften
- Kunstgeschichte in Kiel. 100 Jahre Kunsthistorisches Institut der Christian-Albrechts-Universität. 1893–1993. Rektorat der Christian-Albrechts-Universität, Kiel 1993, ISBN 3-928794-11-6.
- mit Adrian von Buttlar, Ulrich Kuder: Lars Olof Larsson: Wege nach Süden. Wege nach Norden. Aufsätze zu Kunst und Architektur. Als Festgabe zum 60. Geburtstag. Ludwig, Kiel 1998, ISBN 3-9805480-9-0.
- mit Johannes Cramer, Ulrike Laible: Karl Friedrich Schinkel. Führer zu seinen Bauten. Band 1: Berlin und Potsdam. Deutscher Kunstverlag, München u. a. 2006, ISBN 3-422-06650-0.
- Architektur in Preußen. Konstruktionen und Katastrophen. Staatliche Architekturphotographie aus den Beständen des Architekturmuseums der Technischen Universität Berlin 1860–1918. Jaron, Berlin 2009, ISBN 978-3-89773-595-8.
- mit Elke Blauert, Robert Habel: Alfred Messel. 1853–1909. Visionär der Großstadt. Edition Minerva, München 2009, ISBN 978-3-938832-53-0.
- mit Artur Gärtner, Robert Habel: Alfred Messel. (1853–1909). Ein Führer zu seinen Bauten (= Schriften des Architekturmuseums der Technischen Universität Berlin. 1). Ludwig, Kiel 2010, ISBN 978-3-86935-021-9.
- mit Harald Bodenschatz, Christina Gräwe, Harald Kegler, Wolfgang Sonne: Stadtvisionen 1910/2010. Berlin, Paris, London, Chicago. 100 Jahre Allgemeine Städtebau-Ausstellung in Berlin (= Schriften des Architekturmuseums der Technischen Universität Berlin. 2). DOM Publishers, Berlin 2010, ISBN  978-3-86922-115-1.
- Architekturbilder. 125 Jahre Architekturmuseum der Technischen Universität Berlin (= Schriften des Architekturmuseums der Technischen Universität Berlin. 3). Ludwig, Kiel 2011, ISBN 978-3-86935-136-0.
- mit Nikolaus Bernau, Bénédicte Savoy: Museumsvisionen. Der Wettbewerb zur Erweiterung der Berliner Museumsinsel 1883/84 (= Schriften des Architekturmuseums der Technischen Universität Berlin. 5). Ludwig, Kiel 2015, ISBN 978-3-86935-255-8.